# Török Marcell
Török Marcell (Zalaegerszeg, 1990 –) magyar filmrendező.

## Életpályája
2008 óta készít filmeket. A Moholy-Nagy Művészeti Egyetem Média Design szakának elvégzése után, a Színház- és Filmművészeti Egyetem filmrendező szakán diplomázott, Szász János és Janisch Attila osztályában (2015-2018). 2019-től Filmrendező MA képzésen vett részt az intézményben, azonban az egyetemfoglalás miatt Bécsi Filmakadémiától vehette át diplomáját. A Katona József Színház videótárának vezetője.

## Színházi rendezései
- Nádas Péter: Találkozás (2022)[7][8]